# Der Schneider von Panama (Roman)
Der Schneider von Panama (englischer Originaltitel: The Tailor of Panama) ist ein Roman des britischen Schriftstellers John le Carré aus dem Jahr 1996. Die deutsche Übersetzung von Werner Schmitz erschien im Folgejahr. Hauptfigur des Romans ist ein britischer Schneider, der in Panama wegen seiner illustren Kundschaft und seines Erzähltalents zum Begründer eines Netzwerks von Geheimagenten wird. Im Jahr 2001 erschien eine Verfilmung des Romans von John Boorman mit Geoffrey Rush und Pierce Brosnan.

## Inhalt
Beim Herrenausstatter Pendel & Braithwaite in Panama City verkehrt die gesamte Prominenz des mittelamerikanischen Staates. Ob Politiker, Bankiers oder Drogenhändler, alle vertrauen sie dem Schneider Harry Pendel beim Maßnehmen ihre privaten und geschäftlichen Geheimnisse an. So ist es kein Wunder, dass der junge und ehrgeizige Agent des britischen Auslandsgeheimdienstes Andrew „Andy“ Osnard schon bald nach seiner Ankunft in Panama seinen Landsmann Pendel zum Informanten kürt. Mit dem geheimen Vorleben Pendels, von dem nicht einmal dessen Frau Louisa etwas ahnt, erpresst er die Dienstfertigkeit des Schneiders, denn dieser hat sein Handwerk in einem britischen Gefängnis gelernt, in dem er wegen betrügerischer Brandstiftung einsaß, und seinen ehrbaren Partner, den Hofschneider Braithwaite, bloß erfunden. Mit einer vom Vermögen seiner Frau erworbenen Reisfarm hat er sich hoch verschuldet und steht vor dem Ruin.
Unter dem Druck Osnards schmückt Pendel seine vertraulichen Informationen immer weiter aus und erfindet eine „stille Opposition“ in Panama, die von Regimegegnern und radikalen Studenten getragen werde und einen Putsch vorbereite. An die Spitze dieser nicht-existenten Verschwörung setzt er seinen Freund Mickie Abraxas, der unter dem Regime Manuel Noriegas einst inhaftiert und in der Haft gebrochen worden ist, so dass er seither nur noch trinkt und in den Tag hineinlebt. Auch seiner Angestellten Marta, seiner ehemaligen Geliebten, bis ihr von Noriegas Schlägern in seinem Beisein das Gesicht zertrümmert worden ist, weist er eine Schlüsselposition in einer angeblichen Verschwörung radikaler Studenten zu. Und über seine Frau, die Assistentin des politischen Beraters Ernesto Delgado, will er Informationen über einen bevorstehenden Verkauf des Panamakanals an japanische Investoren erhalten haben.
Sowohl Pendel als auch Osnard leben gut von den Zahlungen an das vermeintlich von Pendel aufgebaute Agentennetzwerk mit dem Tarnnamen BUCHAN, doch unvermittelt kündigt der hochrangige Geheimdienstmitarbeiter Luxmore seinen Besuch in Panama an und droht den Schwindel auffliegen zu lassen. Als die panamaische Polizei Mickie Abraxas wegen seiner angeblichen Spionagetätigkeit vernimmt, bringt dieser sich um, um einer abermaligen Inhaftierung zu entgehen. Pendel ist bestürzt über die Folgen seiner Flunkereien, doch auf Anweisung Osnards tarnt er den Suizid seines Freundes als Mord, der der panamaischen Führung untergeschoben werden kann. Diese Informationen, von den Briten diensteifrig an ihre amerikanischen Verbündeten weitergegeben, um deren Gunst sie buhlen, bieten den USA den benötigten Vorwand, eine Operation Sichere Durchfahrt zu starten, mit der sie wie einige Jahre zuvor in der Operation Just Cause einen Militärschlag gegen Panama führen, um ihre politischen und wirtschaftlichen Interessen in dem mittelamerikanischen Land zu sichern.
Die Mitarbeiter der britischen Botschaft sind rechtzeitig abgezogen worden. Osnard und Botschafter Maltby haben zuvor noch die Goldbarren zur Unterstützung der angeblichen „stillen Opposition“ an sich gebracht und genießen ihren Urlaub, während Pendel erleben muss, wie die Armenviertel von Panama City erneut von amerikanischen Streitkräften bombardiert werden. Wortlos verlässt er seine Frau Louisa, um Marta beizustehen, die er bei der letzten Invasion im Stich gelassen hat. Doch er findet sie nicht und geht auf einen Feuerball zu, der ihn zu Mickie und Marta führen soll und einer Welt, in der niemand seine Träume mit der Realität verwechselt.

## Hintergrund
Während der Recherchen für seinen Roman Der Nachtmanager reiste John le Carré Anfang der 1990er Jahre für Gespräche mit Waffenhändlern nach Panama. Er fand ein Land vor, das in seiner Abhängigkeit von den USA für ihn einen „Mikrokosmos des US-Kolonialismus“ bildete, und entwickelte Ideen für einen Roman über den zentralamerikanischen Staat. Als Hauptfigur entwarf er einen Friseur, der Zugang in die führenden Kreise der panamaischen Gesellschaft hat, bis le Carré den englischen Maßschneider Doug Hayward kennenlernte, dessen Charme und Persönlichkeit zum ersten Mal die Figur Harry Pendel in ihm aufblitzen ließ. Ein Schneider schien ihm die perfekte Verkörperung eines Geschichtenerzählers, der über die Kleidung auch die Persönlichkeit seiner Kunden verändert, bis sie ganz zu seinen Erfindungen werden.
Der Schneider von Panama ist ein Tribut le Carrés an seinen großen Vorgänger in der britischen Spionageliteratur Graham Greene und dessen ebenfalls in Mittelamerika handelnde Satire Unser Mann in Havanna um einen Staubsaugervertreter, der geheimdienstliche Informationen erfindet. Le Carré las den Roman in den 1980er Jahren wieder und schrieb in seiner Danksagung: „Nach Greenes Unser Mann in Havanna habe ich mich von der Vorstellung eines Nachrichtenerfinders nicht mehr lösen können.“ Der Codename BUCHAN für das fiktive Agentennetzwerk ist eine Hommage an einen anderen Altmeister der britischen Spionageliteratur: John Buchan, den Autor von Die neununddreißig Stufen. Le Carré ordnete Der Schneider von Panama unter seinen gelungensten Werken ein – an der Seite von Der Spion, der aus der Kälte kam, Tinker Tailor Soldier Spy und Der ewige Gärtner.
Nach Erscheinen des Romans gab es ein Nachspiel, als sich ein Mann namens Sior Pendle bei le Carrés englischem Verlag Hodder & Stoughton meldete und die Figur des Harry Pendel auf die Lebensgeschichte seines Vaters zurückführte, des Schneiders George Pendle von Pendle & Rivett in der Londoner Savile Row, der in Paraguay gelebt habe und als Agent für den britischen Geheimdienst angeworben worden sei. Le Carré wies in einem Antwortbrief jede Kenntnis des Vorläufers zurück. Den Nachnamen Harry Pendels habe er schlicht dem deutschen Wort Pendel entlehnt.

## Rezeption
Der Schneider von Panama wurde in Großbritannien am 14. Oktober 1996 veröffentlicht und hatte drei Wochen später Rang drei der Bestsellerliste der Sunday Times erreicht. Bis Januar 1997 hielt sich der Roman in den Top Ten der Liste. Schwächer – vor allem im Vergleich mit den erfolgreichen Vorgängern – waren die Verkaufszahlen in den Vereinigten Staaten, wo sich der Roman nur kurz in den Bestsellerlisten der New York Times hielt und bis auf Rang sieben stieg.
In seiner Rezension in der New York Times Book Review nannte Norman Rush le Carrés unerwarteten Ausflug in die Satire eine „Tour de Force“, die beinahe jede Regel des Genres verletze und am besten mit dem Oxymoron „gewaltloser Thriller“ zu umschreiben sei. Allerdings seien insbesondere die amerikanischen Figuren nur umrissartig skizziert, was möglicherweise auf „Mr. le Carrés berühmte ambivalente Haltung gegenüber Amerikanität“ zurückzuführen sei. Zudem erweise sich Pendel als „wieder einmal eine literarische Inkarnation von Judas“, auch wenn diese von le Carré möglicherweise nicht beabsichtigt gewesen sei. In mehreren Briefen an die New York Times verwahrte sich le Carré gegen eine Unterstellung literarischen Antisemitismus und betonte, der jüdisch-irische Pendel sei „die liebenswürdigste Figur, die ich geschaffen habe“, außer Rush habe niemand sonst Anstoß an Pendels Judentum genommen und seine übrige Meinung zu dem Thema sei „undruckbar“. Ein Jahr später schaltete sich Salman Rushdie in die Debatte ein und lieferte sich mit le Carré, der sich Jahre zuvor gegen eine Taschenbuchausgabe der Satanischen Verse ausgesprochen hatte, ein Scharmützel auf der Leserbriefseite des Guardian.
Auch die deutsche Übersetzung hielt sich über mehrere Monate in der Bestsellerliste des Spiegels und erreichte im November 1997 Rang sieben. Ruth Klüger lobte den Einfall eines Hochstaplers als Spion, dessen Erfindungen einer Welt voller Missetaten noch weitere Missetaten hinzufügen: „Die Komik dieser Romankonstruktion schlägt um in Tragödie“. Verglichen mit seinem Vorbild Greene sei der Roman jedoch zu aufgebläht und bleibe – trotz aller Bemühungen um „bleibende Wahrheiten über die Conditio humana“ – am Ende „nur ein spannender Spionageroman“. Eberhard Falcke sieht in Harry Pendel einen der typischen le carréschen „verletzlichen Geheimniskrämer“, die lediglich durch „das feste Gefüge der Verschwörung“ aufrecht gehalten werden. Der Autor gehöre zu den „Seelenforschern des Spionage-Genres“: „Die geheimnisvollen Nischen des Innenlebens seiner Helden beleuchtet er mit derselben Hingabe wie die Tricks der politischen Drahtzieher.“ Für Hans Christoph Buch „zerfällt das Buch in zwei unverbundene Hälften: auf der einen Seite ein psychologisches Seelendrama von dostojewskijscher Dichte, auf der anderen die rasante Schilderung einer tropischen Bananenrepublik im Hinterhof der USA.“ Verbunden als Spionagethriller hielt ihn der Roman allerdings „bis zur letzten Seite in Atem“.

## Adaptionen
Die Verfilmung des Romans erschien 2001 ebenfalls unter dem Titel Der Schneider von Panama. Le Carré selbst war neben dem erfahrenen Drehbuchautor Andrew Davies und dem Regisseur John Boorman am Drehbuch beteiligt. Die Hauptrollen spielten Geoffrey Rush als Pendel, Jamie Lee Curtis als seine Frau und der amtierende James-Bond-Darsteller Pierce Brosnan als Geheimagent Osnard, worauf einige Bond-Verweise im Film anspielen. Seinen ersten Leinwandauftritt hatte der spätere Harry-Potter-Darsteller Daniel Radcliffe, während Altmeister Harold Pinter einen Cameo-Auftritt als Geist von Pendels Onkel absolvierte. Trotz dieses Starensembles bezeichnet le Carrés Biograf Adam Sisman das Resultat als „unerklärlich schwach“ und „enttäuschend“, ein Beispiel dafür, wie schwer es sei, bei schwarzem Humor den richtigen Ton zu treffen.
Der WDR produzierte 1999 ein dreiteiliges Hörspiel nach dem Roman in der Bearbeitung von Uta-Maria Heim. Regie führte Klaus Wirbitzky. Es sprachen unter anderem Friedhelm Ptok, Stefan Behrens, Joachim Król, Rita Russek, Daniela Ziegler und Siemen Rühaak.

## Ausgaben
- John le Carré: The Tailor of Panama. Hodder & Stoughton, London 1996, ISBN 0-340-68478-X.
- John le Carré: Der Schneider von Panama. Aus dem Englischen von Werner Schmitz. Kiepenheuer und Witsch, Köln 1997, ISBN 3-462-02637-2.
- John le Carré: Der Schneider von Panama. Aus dem Englischen von Werner Schmitz. Heyne, München 1999, ISBN 3-453-14734-0.
- John le Carré: Der Schneider von Panama. Aus dem Englischen von Werner Schmitz. List, Berlin 2008, ISBN 978-3-548-60851-8.